# الوادا (اوهایو)
الوادا، اوهایو (به انگلیسی: Alvada, Ohio) یک منطقهٔ مسکونی در ایالات متحده آمریکا است که در اوهایو واقع شده‌است.